# Stenalia hispana
Stenalia hispana is een keversoort uit de familie spartelkevers (Mordellidae). De wetenschappelijke naam van de soort is voor het eerst geldig gepubliceerd in 1895 door Schilsky.